# Estoril
Estoril és una freguesia de Cascais, al districte de Lisboa. La costa d'Estoril està prop de Lisboa, la capital de Portugal. Comença a 15 km d'aquesta ciutat, a Carcavelos i arriba fins a Guincho.
La ciutat va acollir diversos expatriats famosos, com ara Joan de Borbó i la seva família o el regent d'Hongria, Miklós Horthy.

## Esports
Estoril és famosa pel seu autòdrom, en el qual es van disputar curses de fórmula 1 fins a l'any 1997. Actualment acull proves del campionat de motociclisme (moto GP) i altres competicions de motor.
És també famosa pel seu casino i pel seu festival de jazz, que va coemnçar l'any 1971.
També s'hi celebra una competició tenística, l'Estoril Open, que forma part de la gira europea de primavera sobre terra batuda.